# 身代わり王
身代わり王（みがわりおう; 英語: substitute king）とは、一定の状況に応じて「王ではない人」を一時的に王位につけることをいう。擬似王ともいう。身代わり王を立てる儀礼は、世界中の文明・文化で見られた宗教的儀式であり、古典的人類学の大著『金枝篇』に例が示されている。

## 古代メソポタミアの事例
『金枝篇』には収録されていないが、古代メソポタミアでは身代わり王を立てる儀礼が古くから実践されていた。
古代メソポタミアでは、将来を予測するための占いや占星術が盛んに行われていた。こうした中で王の身に災いが訪れることを示す凶兆（特に日食や月食、気象の異常など）が確認された時、王を災いから守るために災いに対する影武者ともいうべき王が立てられた。これが身代わり王である。
凶兆が現れた時、まず本来の王は平民や農民に扮装し、葦の小屋に入って平民としての生活を送る。そして、凶兆を代わりに受ける身代わり王を即位させる。この身代わり王は儀式が終わるまでの間、少なくとも表面上は完全な正式の王として扱われた。一方、農民に扮している本来の王も家臣たちと命令書を取り交わし、影響力は喪失しなかった。この間、国王に対する尊称も「我が主たる王」ではなく、「我が主たる農夫」となった。
この間、天体観測などによって凶兆は細かく調査され、凶兆がいかなるものでどのように降りかかるのか、そして身代わり王に災いが降りかかったのかどうかが事細かに報告された。
こうして、凶兆によって示された災いを身代わり王が一身に受け、災いが過ぎ去った後は身代わり王になった人物は殺され、王としての葬儀が行われる。その際に魔除け儀礼や魂を鎮める儀礼などが次々と行われた後、本来の王が復位して儀式は終わった。
新アッシリア帝国の王、エサルハドンはこの「身代わり王」を立てる儀礼を実践したことでよく知られるが、この儀式自体はメソポタミアの伝統的王権観に強く根ざしたものであり、イシン第一王朝の時代にはすでに実践されていたとみられる。

## 『金枝篇』に収録の事例
ジェイムズ・フレイザーは、簡約版の『金枝篇』（1922年）において、「一時の王」（英語: temporary king）を、慣習に基づいて定期的に立てられるものと、緊急時等にイレギュラーに立てられるものの2種に分類している。同書によれば、前者としては、陰暦6月6日から3日間だけ一時の王を立てるシャムの事例がある。後者としては、ペルシアの歴史書に記述されたサファヴィー朝のアッバース・ボゾルグ（大王）の事例がある。1591年に、占星術師に凶事を警告された大王は、非ムスリムの男を一人選んで、警告された期間だけシャーの称号と王土のみならず王としての権能まで与え、当該期間の終わりにその男が死ぬようにした。この犠牲により占星術師の予言は「成就」し、シャーに復位した大王には栄光ある統治がいつまでも続くことが約束される。